# Brygada (serial telewizyjny)
Brygada (ang. The Troop, 2009–2013) – kanadyjsko-amerykański serial komediowy opowiadający o losach grupy nastolatków, którzy zwalczają różne potwory. Serial został wyprodukowany przez Maxa Burnetta, Grega Coolidge’a oraz Chrisa Morgana. Premiera w USA miała miejsce 18 września 2009 roku, natomiast w Polsce na Nickelodeon Polska 19 czerwca 2010 roku. W marcu 2010 roku zapowiedziano produkcję drugiego sezonu serialu. W drugim sezonie do głównej obsady dołączy Malese Jow w roli Cadence Nash.

## Fabuła
Jake, Hayley i Felix to z pozoru zwyczajni uczniowie. Jednak w rzeczywistości są oni członkami tajemnej organizacji, która ma na celu ochronę świata przed istotami posiadającymi nadprzyrodzone zdolności. Jake to typowy, nieco rozpieszczony nastolatek, Hayley to piękna dziewczyna o silnym charakterze, natomiast Felix to ekspert w dziedzinie zjawisk nadprzyrodzonych. W nietypowych działaniach nastolatków wspiera szkolny doradca, pan Stockley, który odkrywa przed nimi szczegóły ich misji.

## Bohaterowie/Obsada

### Główni
- Nicholas Purcell jako Jake Collins – najnowszy członek Brygady, który był zaskoczony, gdy dowiedział się, że potwory naprawdę istnieją. Jest całkiem dobrym artystą, który rysuje własne komiksy. Hayley i Felix często muszą mu pomagać, ponieważ jego ryzykowne działania często pakują go w kłopoty. Hayley myśli, że jest nierobem, który nie bierze swojej pracy na poważnie. Mimo wszystko mają się ku sobie.
- Gage Golightly jako Hayley Steele – najpopularniejsza dziewczyna w szkole. Jest cheerleaderką, często gra w lacrosse, uczęszcza na lekcje baletu. Po skończeniu szkoły wyższej chce pójść do Yale. Jest bardzo uparta. Ona i Jake są dobrymi przyjaciółmi, jednak bywają momenty kiedy się zbliżali do siebie.
- Matt Shively jako Kirby – pojawił się w drugim sezonie gdy Felix został promowany do Międzynarodowej Centrali Brygad i zamiast Felixa jest Kirby w brygadzie. Kirby jest skomplikowanym chłopakiem. Za wszelką cenę chce komuś powiedzieć o swojej działalności w „Brygadzie”, jednak z powodu swojej przysięgi nie może. Jest zawsze wyluzowany i na czasie. Lubi Jake’a i podkochuje się w Hayley.
- John Marshall Jones jako Pan Stockley – dyrektor szkoły i opiekun „Brygady”, który swoją prace bierze na poważnie. Kiedy staje twarzą w twarz przeciwko potworowi panikuje. Spowodowane jest to tym, że z wiekiem człowiek staje się mniej zdolny, aby walczyć z nimi. Na imię ma Leslie.
- Malese Jow jako Cadance Nash – dziewczyna przeszła do Lakewood, z poprzedniej szkoły ją wyrzucili. Jest potworem.

### Drugoplanowi
- Eduard Witzke jako Etienne
- Dejan Loyola jako Cuddy
- Brenna O’Brien jako Angie Crabtree
- Matreya Fedor jako Phoebe
- Jean-Luc Bilodeau jako Lance Donovan
- Kyra Zagorski jako Bianca Stonehouse
- Chad Krowchuck jako Augustus
- David Del Rio jako Felix Garcia był bohaterem głównym, ale teraz od drugiego sezonu pojawił się w odcinku, ale był aktorem drugoplanowym. A za niego wszedł Matt Shively jako Kirby. W serialu mówiono, że Felix dostał się do Międzynarodowej Centrali Brygad i dlatego wszedł za niego Kirby.

## Odcinki
| Sezon | Sezon | Odcinki | Pierwsza emisja  | Ostatnia emisja  | Pierwsza emisja | Ostatnia emisja      |
| ----- | ----- | ------- | ---------------- | ---------------- | --------------- | -------------------- |
|       | 1     | 26      | 12 września 2009 | 21 sierpnia 2010 | 19 czerwca 2010 | 29 października 2011 |
|       | 2     | 14      | 25 czerwca 2011  | 8 maja 2013      | 12 lutego 2012  | 13 maja 2012         |

## Międzynarodowa transmisja
| Państwo               | Kanał                                  | Premiera         |
| --------------------- | -------------------------------------- | ---------------- |
| Stany Zjednoczone     | Nickelodeon USA                        | 18 września 2009 |
| Wielka Brytania       | Nickelodeon Wielka Brytania i Irlandia | 4 lutego 2010    |
| Irlandia              | Nickelodeon Wielka Brytania i Irlandia | 4 lutego 2010    |
| Kanada                | Nickelodeon Kanada                     | Styczeń 2010     |
| Liga Państw Arabskich | Nickelodeon Arabia                     | 2 kwietnia 2010  |
| Niemcy                | Nickelodeon Niemcy                     | 9 stycznia 2010  |
| Holandia              | Nickelodeon Holandia                   | 12 grudnia 2009  |
| Izrael                | Nickelodeon Izrael                     | 11 lutego 2010   |
| Filipiny              | Nickelodeon Azja                       | 25 marca 2010    |
| Malezja               | Nickelodeon Azja                       | 25 marca 2010    |
| Nowa Zelandia         | Nickelodeon Nowa Zelandia              | 15 marca 2010    |
| Australia             | Nickelodeon Australia                  | 15 marca 2010    |
| Chile                 | Nickelodeon Ameryka Łacińska           | 18 marca 2010    |
| Meksyk                | Nickelodeon Ameryka Łacińska           | 18 marca 2010    |
| Argentyna             | Nickelodeon Ameryka Łacińska           | 18 marca 2010    |
| Boliwia               | Nickelodeon Ameryka Łacińska           | 18 marca 2010    |
| Kolumbia              | Nickelodeon Ameryka Łacińska           | 18 marca 2010    |
| Honduras              | Nickelodeon Ameryka Łacińska           | 18 marca 2010    |
| Urugwaj               | Nickelodeon Ameryka Łacińska           | 18 marca 2010    |
| Panama                | Nickelodeon Ameryka Łacińska           | 18 marca 2010    |
| Ekwador               | Nickelodeon Ameryka Łacińska           | 18 marca 2010    |
| Wenezuela             | Nickelodeon Ameryka Łacińska           | 18 marca 2010    |
| Dominikana            | Nickelodeon Ameryka Łacińska           | 18 marca 2010    |
| Brazylia              | Nickelodeon Ameryka Łacińska           | 16 marca 2010    |
| Rosja                 | Nickelodeon CIS                        | 8 maja 2010      |
| Polska                | Nickelodeon Polska, Nickelodeon HD     | 19 czerwca 2010  |